# Orde van Sint-George van Antiochië
De Orde van Sint-George van Antiochië is een van de vele met de patriarchen van de Oosterse kerken in verband gebrachte ridderorden of ridderlijke orden. De orde wordt door de Katholieke Kerk niet erkend. In de Osservatore Romano werd de orde op 14 december 1970 een "particulier initiatief" genoemd. De kerkelijke autoriteiten merkten daarbij op dat zij "de orde niet erkenden en niet goedkeurden. Of de orde werkelijk een patriarch van Antiochië (er zijn er drie, een Melkitische, een Syrisch katholieke en een Oosters orthodoxe kerkvorst die resideren in die stad), als "fons honorum" heeft, is onduidelijk en orderechtelijk ook onbelangrijk omdat een patriarch in het internationaal recht niet als fons honorem wordt erkend. De orde is niet alleen volgens het Vaticaans Staatssecretariaat maar ook volgens de Italiaanse regering en volgens de schrijver Guy Stair Sainty daarmee een pseudo orde.
De orde herinnert waarschijnlijk aan een gebeurtenis tijdens het beleg van de stad Antiochië door de kruisvaarders tijdens de Eerste Kruistocht. In een visioen verscheen de Heilige Joris of George, patroonheilige van de ridders, aan de belegeraars. Deze meenden later dat zij de val van de stad en hun overwinning op de moslims aan hem te danken hadden.
Het versiersel van de orde is een achtpuntige, gladde, gouden ster met daarop een herkruist rood kruis in emaille. Als verhoging kreeg de ster en gouden roodgevoerde beugelkroon. 
De kruisen van de orde zijn van hoge kwaliteit. De zilveren en verguld zilveren versierselen worden door de bekende Romeinse juweliers Mssrs Arturo Pozzi geleverd. Het lint is van lichtblauwe zijde.